# Arif Mardin

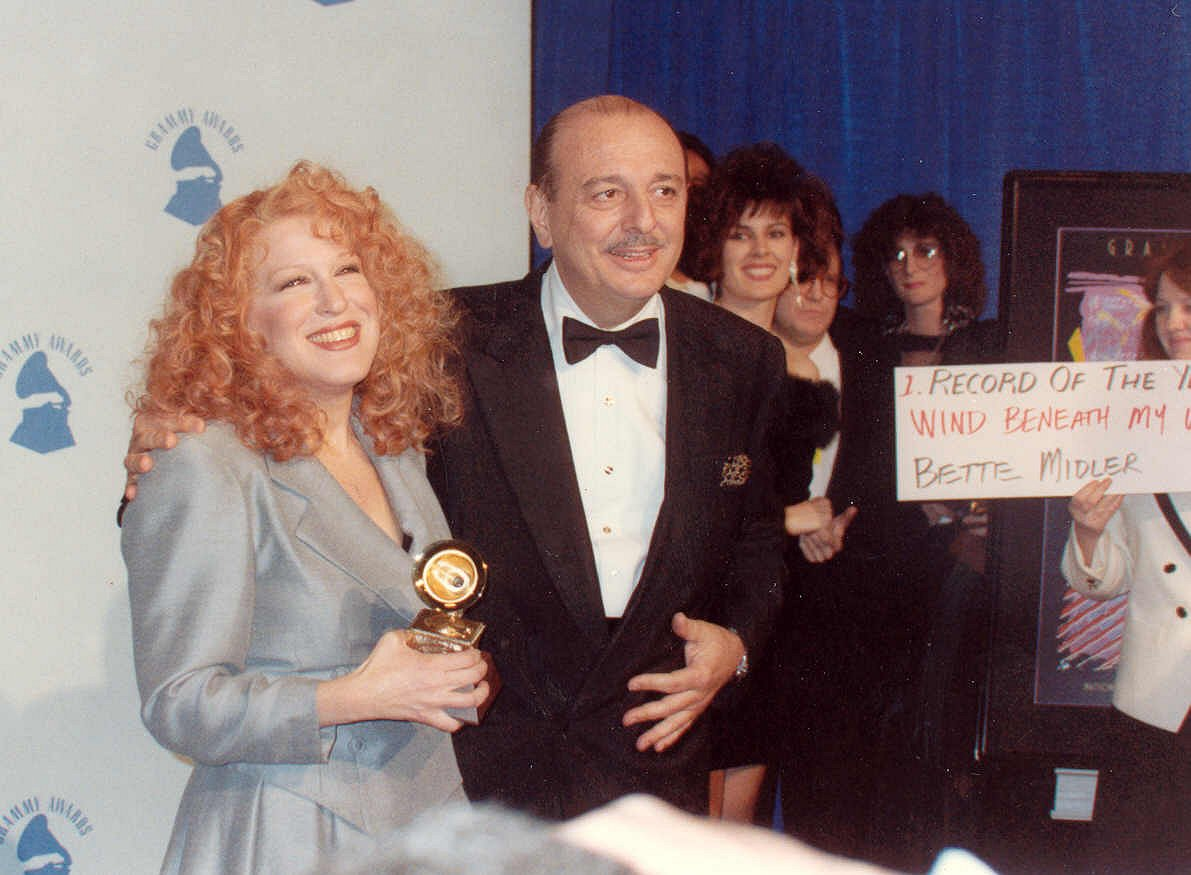
Bette Midler en Arif Mardin bij de 32e uitreiking van de Grammy Awards in februari 1990

Arif Mardin (Istanboel, 15 maart 1932 - New York, 26 juni 2006) was een Amerikaans muziekproducent van Turkse afkomst. 
In 1958 emigreerde Mardin naar de Verenigde Staten, waar hij een carrière begon in de muziekindustrie nadat de musici Dizzy Gillespie en Quincy Jones hem hadden aangeraden met muziek te gaan werken. Hij produceerde platen voor onder meer Bee Gees, Barbra Streisand, Queen, David Bowie, Chaka Khan, Average White Band, Carly Simon, Aretha Franklin, Donny Hathaway en Margie Joseph.
In 1963 trad hij in dienst bij Atlantic Records in New York. In 2001 begon hij zijn eigen platenlabel: Manhattan Records. Hierbij werkte hij samen met onder meer de zangeres Norah Jones.
In 1975 en in 2002 ontving hij een Grammy Award voor beste producer van het jaar. 
Arif Mardin overleed op 74-jarige leeftijd aan alvleesklierkanker.